# ریباتپه (روباه تپه)
ریباتپه (روباه تپه) مربوط به دوره اشکانیان است و در شهرستان مانه و سملقان، بین روستای نجف و قره مصلی واقع شده و این اثر در تاریخ ۲۳ فروردین ۱۳۴۶ با شمارهٔ ثبت ۷۲۰ به‌عنوان یکی از آثار ملی ایران به ثبت رسیده است.